# Enclaves reales en Schleswig

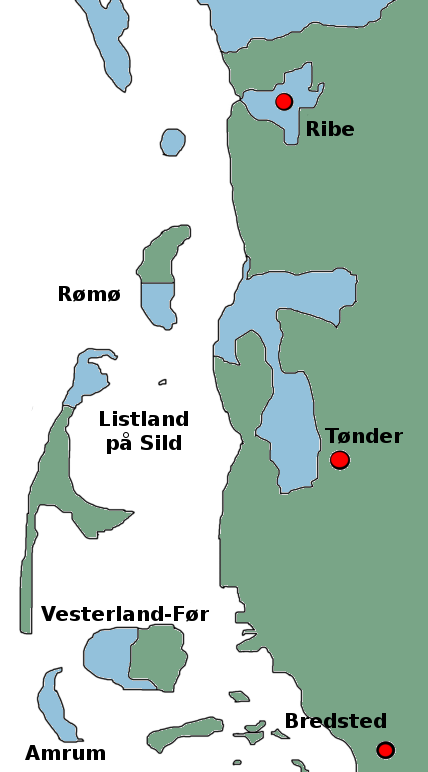
Los enclaves reales, en azul. En verde, el ducado de Schleswig.

Los enclaves reales en Schleswig fueron algunas áreas en la costa suroccidental de Jutlandia que pertenecían al reino de Dinamarca, pero se encontraban rodeados por el ducado de Schleswig.
Antes de la guerra de los ducados de 1864, el monarca danés era soberano sobre el reino de Dinamarca así como sobre los ducados de Schleswig, Holstein y Lauemburgo. Estas cuatro zonas estaban por lo tanto bajo una unión personal. Sin embargo, el gobierno, residente en Copenhague, estaba dividido en la Cancillería Danesa, responsable del reino y de las finanzas, y la Cancillería de Schleswig-Holstein-Lauemburgo, encargada de los asuntos de los ducados y de la política exterior. El reino y los ducados tenían sus propias leyes e idioma oficial. En el reino el idioma era el danés y en los ducados el alemán.
En el norte y oeste de Schleswig, había varias áreas pequeñas que pertenecían al reino y a la diócesis de Ribe, estaban bajo jurisdicción de la Cancillería Danesa y seguían por lo tanto las leyes danesas. Se trataba de los restos de la antigua región norfrisona conocida como Utelande, y de una serie de predios comprados en su momento por la reina Margarita I en los que edificó castillos (por ejemplo, Trøjborg y Møgeltønderhus). Estos enclaves incluían el sur de Rømø, Listland (la parte norte de la isla Sylt), el occidente de Föhr, y Amrum, así como la parroquia de Ribe, y un área relativamente grande al occidente y norte de Tønder que incluía el pueblo de Møgeltønder y la costa de Jutlandia frente a Rømø. 
Después de la guerra de los ducados, en la que Dinamarca perdió Schleswig, hubo un intercambio de territorios. Dinamarca renunció a los enclaves reales (a excepción de Ribe), que fueron transferidos a Prusia. A cambio, Dinamarca obtuvo la isla Ærø, la región de Nørre Tyrstrup —que incluía 8 parroquias al sur de Kolding—, y 6 parroquias de los alrededores de Ribe que hicieron que la ciudad dejara de ser un exclave y se estableciera un límite uniforme entre los territorios daneses y alemanes.